# Pierre-Ferdinand Simon
Pierre-Jean-Ferdinand-Adrien Simon, né le 2 mars 1855 à Chaillé-les-Marais (diocèse de Luçon) et mort tuberculeux le 20 juillet 1893 à Mandalay en Birmanie, est un missionnaire catholique français qui fut évêque en Birmanie.

## Biographie

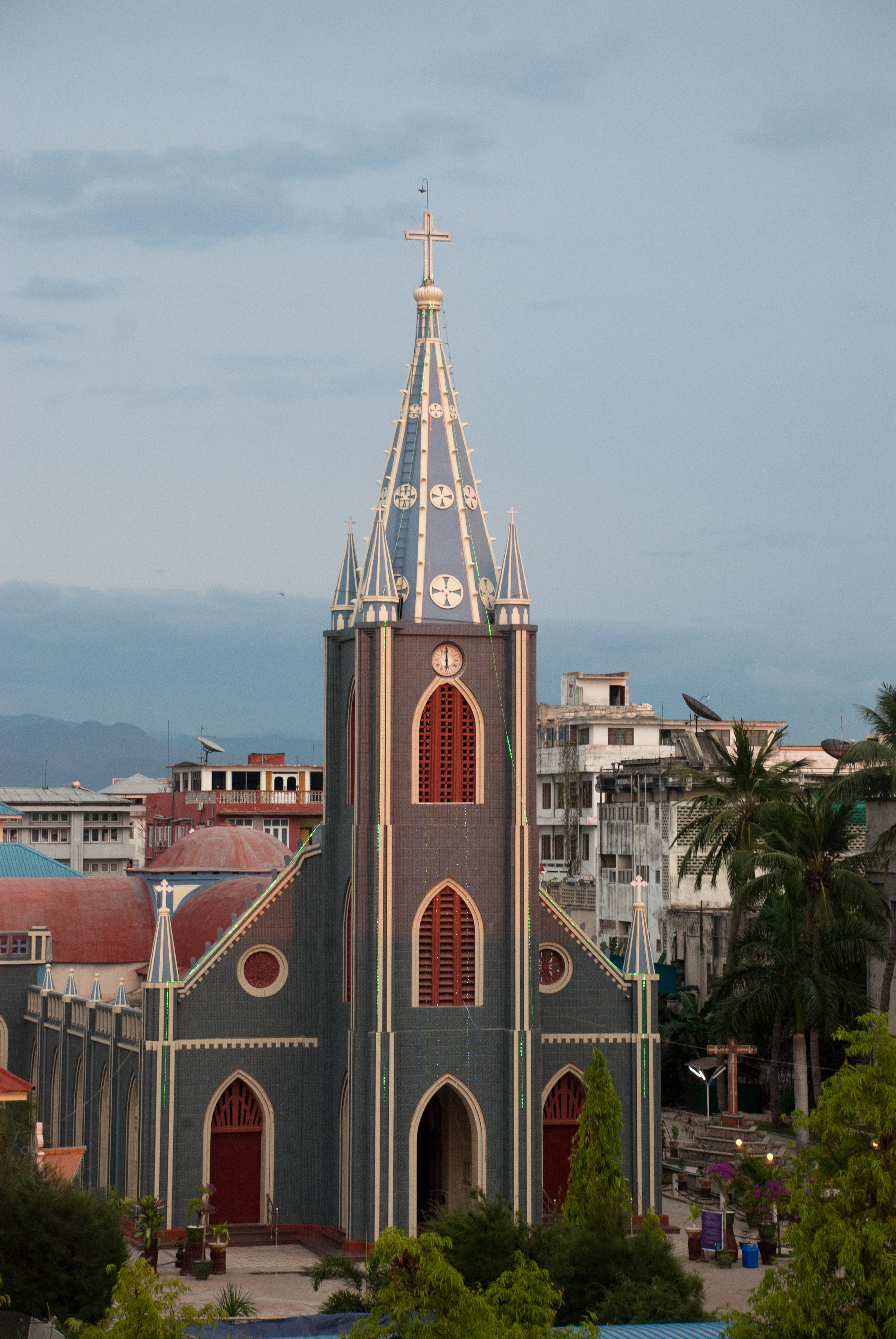
La cathédrale de Mandalay construite par Mgr Simon, photographie de 2011.

Il naît en Vendée dans la famille pieuse d'un meunier aisé. Doué, il fait des études brillantes au petit séminaire des Sables-d’Olonne et au grand séminaire de Luçon. Entré diacre au Séminaire des Missions étrangères rue du Bac, le 6 octobre 1877, il est ordonné prêtre le 15 juin 1878 par Mgr Bourdon, vicaire apostolique en Birmanie-Septentrionale qui se faisait alors soigner à Paris. Il part de Marseille le 4 septembre suivant direction Singapour pour la Birmanie-Septentrionale, où il arrive deux mois plus tard. Son premier poste est Bhamo, dans le nord de la mission, où il apprend l’anglais (le pays entre progressivement sous protectorat britannique à partir de 1852 et entièrement en 1886), le birman, et un peu le chinois, car les premières populations évangélisées de la région sont des descendants de commerçants chinois. Il complète l'étude du chinois en demeurant six mois à Ta-ly-fou, dans le Yunnan. Ensuite, il est nommé dans la grande ville de Mandalay en plein milieu du pays où il doit organiser la chrétienté chinoise de la ville et de ses environs.  Il retourne ensuite à Bhamo, où il doit supporter une révolte de la minorité ethnique des Katchins. En 1886, il retourne auprès de ses Chinois de Mandalay.
Le 24 février 1888, Pierre-Ferdinand Simon est nommé évêque in partibus de Domitiopolis (de) et vicaire apostolique de la Birmanie-Septentrionale. Il est consacré le 24 juin 1888 à Mandalay par Mgr Paul Bigandet MEP, vicaire apostolique de Birmanie-Méridionale. Son ardeur missionnaire redouble dans un environnement difficile. Grâce à lui et à ses missionnaires, neuf postes sont fondés. Il fait construire en 1888-1890 la cathédrale actuelle de Mandalay dédiée au Sacré-Cœur. Elle est consacrée par lui le 8 décembre 1890, fête de l'Immaculée Conception. Il fait édifier aussi le couvent des Sœurs de Saint-Joseph-de-l'Apparition, un hospice de femmes et une léproserie aux abords de la ville, dont le Père Jean Wehinger MEP (1864-1903) est le fondateur.
Après un séjour à Penang pour se faire soigner, il meurt de phtisie le 20 juillet 1893 à Mandalay à l'âge de trente-huit ans et il est inhumé dans la cathédrale.

## Armes
De gueules à la croix grecque d’or entre une palme et un rameau d’olivier de sinople posés au rinceau, accompagnée dans les cantons du chef de deux étoiles d’or. .